# 2011년 팬아랍 게임
2011년 팬아랍 게임은 2011년 12월 9일부터 12월 23일까지 카타르의 도하에서 열린 제12회 팬아랍 게임대회이다. 카타르에서 처음 개최된 팬아랍 게임 대회이며 칼리파 국제 스타디움을 주경기장으로 사용하였다.

## 준비과정

### 유치
2011년 팬아랍 게임 유치 과정에서 레바논과 카타르가 후보로 나섰고, 최종적으로는 카타르가 유치에 성공하였다. 오트만 알사드 아랍스포츠연맹 회장은 카타르의 팬아랍 게임 유치가 "카타르의 크나큰 능력과 세계수준급 스포츠 시설에 비춰보면 더 큰 모멘텀과 의의를 가져다줄 것"이라고 밝혔다.
칼리파 국제 스타디움이 개막식을 비롯한 대회 주경기장으로 선택되었으며, 폐막식은 자심 빈 하마드 스타디움에서 진행됐다.

### 마스코트
아랍 문화에서 중요한 동물로 여겨지는 백마를 마스코트로 하였다. 이름은 '와트난' (Wathnan)이다.

## 참가국
처음에는 아랍 국가 올림픽 위원회 연맹 가입국 22개국 모두 참여할 계획이었다. 하지만 시리아가 아랍 연맹으로부터 회원국 자격 정지 결정을 내린 것에 대한 항의의 표시로 2011년 11월에 불참을 선언하였다.
| - 알제리 (223) - 바레인 (171) - 코모로 (21) - 지부티 (38) - 이집트 (349) - 이라크 (436) | - 요르단 (240) - 쿠웨이트 (260) - 레바논 (99) - 리비아 (148) - 모리타니 (43) - 모로코 (253) | - 오만 (94) - 팔레스타인 (109) - 카타르 (370) - 사우디아라비아 (232) - 소말리아 (22) - 수단 (191) | - 시리아 (불참) - 튀니지 (218) - 아랍에미리트 (144) - 예멘 (46) |

## 메달 집계
| 순위 | 국가           | 금메달 | 은메달 | 동메달 | 합계 |
| ---- | -------------- | ------ | ------ | ------ | ---- |
| 1    | 이집트         | 90     | 76     | 67     | 233  |
| 2    | 튀니지         | 54     | 45     | 39     | 138  |
| 3    | 모로코         | 35     | 24     | 54     | 113  |
| 4    | 카타르         | 32     | 38     | 40     | 110  |
| 5    | 알제리         | 16     | 31     | 41     | 88   |
| 6    | 사우디아라비아 | 15     | 12     | 18     | 45   |
| 7    | 쿠웨이트       | 14     | 18     | 31     | 63   |
| 8    | 바레인         | 12     | 10     | 15     | 37   |
| 9    | 요르단         | 11     | 14     | 23     | 48   |
| 10   | 이라크         | 11     | 13     | 34     | 58   |
| 11   | 아랍에미리트   | 10     | 9      | 16     | 35   |
| 12   | 레바논         | 8      | 5      | 16     | 29   |
| 13   | 오만           | 4      | 7      | 10     | 21   |
| 14   | 예멘           | 2      | 2      | 3      | 7    |
| 15   | 팔레스타인     | 1      | 2      | 5      | 8    |
| 16   | 리비아         | 1      | 1      | 7      | 9    |
| 17   | 지부티         | 1      | 1      | 1      | 3    |
| 18   | 수단           | 0      | 7      | 7      | 14   |
| 19   | 코모로         | 0      | 0      | 0      | 0    |
| 19   | 모리타니       | 0      | 0      | 0      | 0    |
| 19   | 소말리아       | 0      | 0      | 0      | 0    |

## 같이 보기
- 2006년 아시안 게임
- 2022년 FIFA 월드컵